# Rudka (rejon łubieński)
Rudka (ukr. Рудка) – wieś na Ukrainie, w rejonie łubieńskim obwodu połtawskiego. Populacja wynosi 668 osób.

## Urodzeni w Rudce
- Ołeksij Onyszczenko – ukraiński filozof, teoretyk kultury
- Jarosława Rudenko(inne języki) – ukraińska piosenkarka